# Jerozolima (dystrykt)
Jerozolima (hebr.: מחוז ירושלים, Mechoz Jeruszalajim) – jeden z sześciu administracyjnych dystryktów w Izraelu. Dystrykt ma powierzchnię 652 km², zamieszkany jest przez 851 400 mieszkańców (dane z 2006), a jego stolicą jest Jerozolima.

## Demografia
Zgodnie z danymi Izraelskiego Centrum Danych Statystycznych w 2006 roku:
- Populacja całkowita: 851 400 (2006)
- Podział etniczny:
  - Żydzi: 582 369 (68,4%)
  - Arabowie: 253 720 (29,8%)
- Gęstość zaludnienia: 1306 os./km²

## Miasta
| Nazwa miasta | Język hebrajski | Język arabski         | ludność (2006) |
| ------------ | --------------- | --------------------- | -------------- |
| Jerozolima   | ירושלים         | (القدس (أورشليم القدس | 731 700        |
| Bet Szemesz  | בית שמש         | بيت شيمش              | 72 600         |

## Samorządy lokalne
| Pod-dystrykt | Miasta                     | Samorządy lokalne                                 | Samorządy regionów |
| ------------ | -------------------------- | ------------------------------------------------- | ------------------ |
| Jerozolima   | - Jerozolima - Bet Szemesz | - Abu Ghausz - Mewasseret Cijjon - Kirjat Je’arim | - Mateh Jehuda     |